# Patricio Samper Gnecco
Patricio Samper Gnecco (Bogotá, 1 de noviembre de 1930-5 de enero de 2006) fue un arquitecto, urbanista y político colombiano de ascendencia italiana. Fue embajador de Colombia en Bulgaria (1992-1993) y  en  Israel (1993-2001). También se desempeñó como Concejal de Bogotá desde 1980 hasta 1990, senador de la República de Colombia, jefe del Nuevo Liberalismo de Bogotá y excandidato a la alcaldía de Bogotá. Además, fue profesor y decano de la facultad de arquitectura y diseño de la Pontificia Universidad Javeriana.

## Familia
Patricio nació el 1 de noviembre de 1930 en la ciudad de Bogotá, Colombia. Fue hijo de Santiago Samper Ortega y María Amalia Gnecco Fallón. Era nieto de Tomás Samper Brush y bisnieto del político y empresario Miguel Samper Agudelo. Se casó con Beatriz  Salazar Camacho con quien tuvo ocho hijos: Santiago, Jerónimo, Ana María, Mónica, Fernando, Arturo, Paula y Guillermo. Posteriormente, se volvió a casar con Genoveva Carrasco con quien tuvo dos hijos: Estefanía y Simón. Tras la muerte de su segunda esposa en 1995, se   casó con María José  Rodríguez quien le sobrevivió tras su muerte el 5 de enero de 2006 en Bogotá.
Por otra parte, era tío de Ernesto Samper Pizano, Daniel Samper Pizano y Cristián Samper, así como primo hermano del escritor y diplomático Andrés Samper Gnecco, del exministro de agricultura Armando Samper Gnecco y del arquitecto Germán Samper Gnecco.

## Trayectoria profesional
Samper Gnecco se desempeñó como arquitecto, académico y político. También, fue líder del movimiento Nuevo Liberalismo, tras la muerte del político y excandidato presidencial Luis Carlos Galán. Dentro de su vida profesional se desempeñó como director de Planeación Distrital de Bogotá, y fundador y director del Instituto de Desarrollo Urbano. De igual manera, fue Senador de la República de Colombia en el año 1990, candidato a la alcaldía de Bogotá en ese mismo año, así como embajador de Colombia en Bulgaria (1992-1993) y en Israel (1993-2001). Finalmente, en el ámbito académico fue profesor de la Universidad Nacional de Colombia y de la Pontificia Universidad Javeriana. En esta última institución fue decano de la facultad de Arquitectura y Diseño.